# Петропавловская церковь (Максаки)
Петропавловская церковь — православный храм и памятник архитектуры местного значения в Максаках.

## История
Решением исполкома Черниговского областного совета народных депутатов от 26.06.1989 № 130 присвоен статус памятник архитектуры местного значения с охранным № 61-Чг под названием Петропавловская церковь. Установлена информационная доска.

## Описание
Петропавловская церковь была построена в Максаках в конце XVIII века артелью мастеров-крепостных Максаковского Спасо-Преображенского монастыря. Освящена в 1790 году.
Каменная церковь по типу тетраконха (её разновидности) — центрический храм с четырёхлепестковым планом: к квадратному внутреннему подкупольному помещению примыкают три (вместо четырёх) экседры (выступы полуциркульные в плане). Неоднократно перестраивалась. В 1816 году на центральным четвериком был надстроен деревянный восьмерик с шатровым сводом. В 1866 году по проекту архитектора Бурневского была сделана четырёхскатная шатровая крыша с глухим фонариком и главкой, а с запада — пристроена трёхъярусная колокольня — четверик, несущий четверик на четверик, увенчанный шпилем.
Была частично разобрана в 1930-е годы. В интерьере на деревянном своде сохранилась роспись 1870-х годов.